# 九龍灣國際展貿中心
九龍灣國際展貿中心（簡稱：九展或展貿；縮寫：KITEC），前稱香港國際展貿中心（英語：Hongkong International Trade & Exhibition Centre；縮寫：HITEC），位於香港九龍灣展貿徑一號，於1995年啟用，於2024年6月30日下午5時關閉重建，曾經是香港合和實業擁有的一所會展場地。中心內設有陳列辦公室、展覽廳、會議室及商場EMax，提供廣泛的商業及娛樂服務，並曾是2009年東亞運動會的賽場之一，舉辦過保齡球、桌球及體育舞蹈等項目。中心地盤面積約23.98萬平方呎，樓高14層（另有4層地庫），總樓面面積達176萬平方呎（163,702平方米），用途廣泛，包括辦公室、展覽及表演場地。
九龍灣國際展貿中心位於九龍灣商貿區西垂，鄰近啟德發展區，設有免費穿梭巴士往返港鐵九龍灣站，車程約5至10分鐘；途人亦可經機電工程署總部大樓步行啟成街及沐安街前往啟德站，需時約17分鐘。中心內的表演場地「匯星」（Star Hall）佔地3萬平方呎，可容納3,600名觀眾，是本地音樂及文化活動的重要場地，曾舉辦香港電台「十大中文金曲頒獎音樂會」等大型活動。
2006年，合和實業斥資4億港元翻新商場部分，並命名為EMax，涵蓋地下至6樓的零售、餐飲及娛樂設施。2019年，胡應湘家族透過私有化合和實業，被市場視為便於出售資產（包括九展）的安排。2021年，億京發展聯同資本策略以105億港元收購九展，並向城市規劃委員會申請重建為甲級商廈及展覽館。2023年3月，重建方案獲有條件批准，最終九展於2024年6月30日正式結束營運。

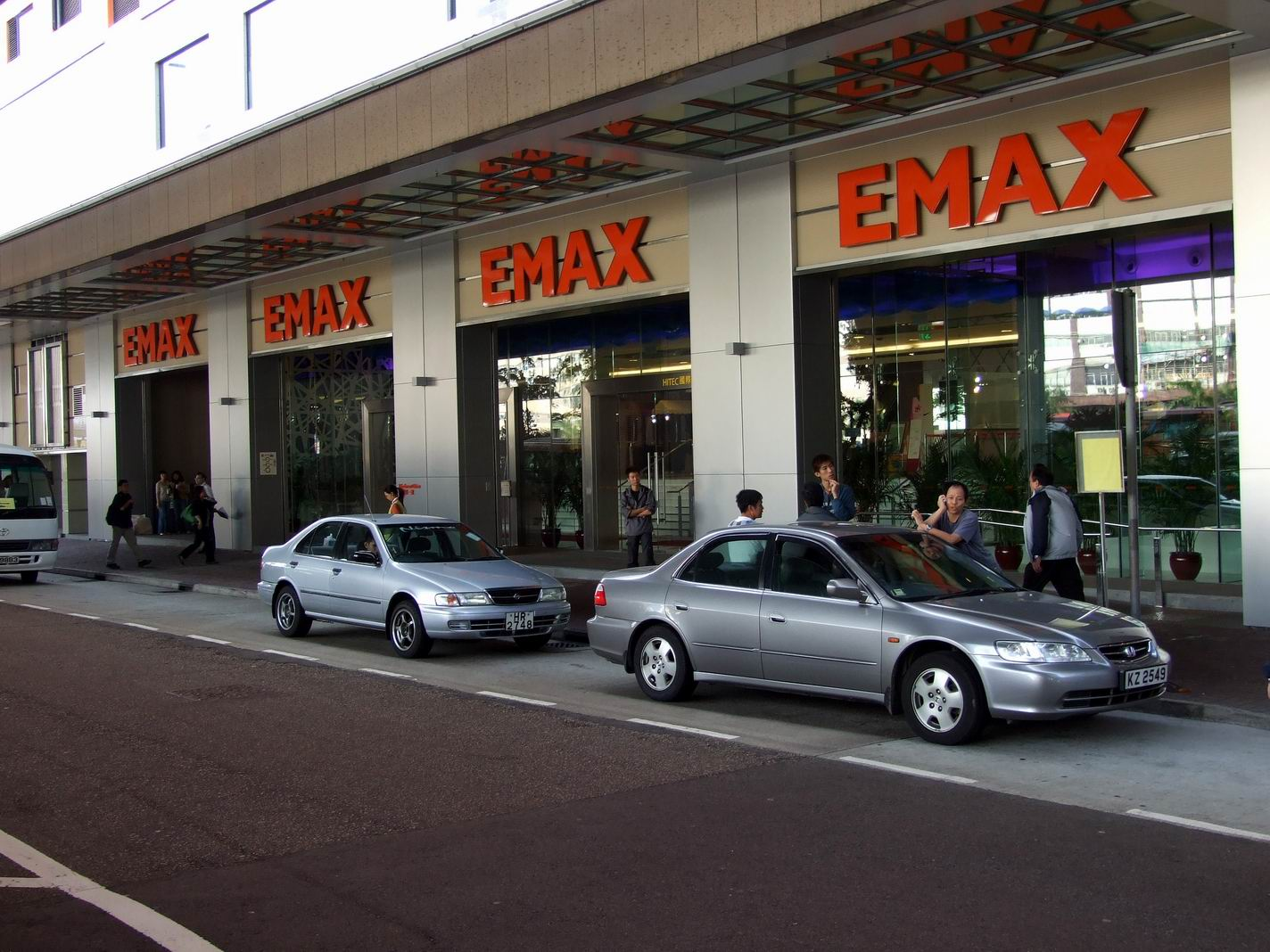
九龍灣國際展貿中心入口

香港國際展貿中心標誌 (1995年至2010年)

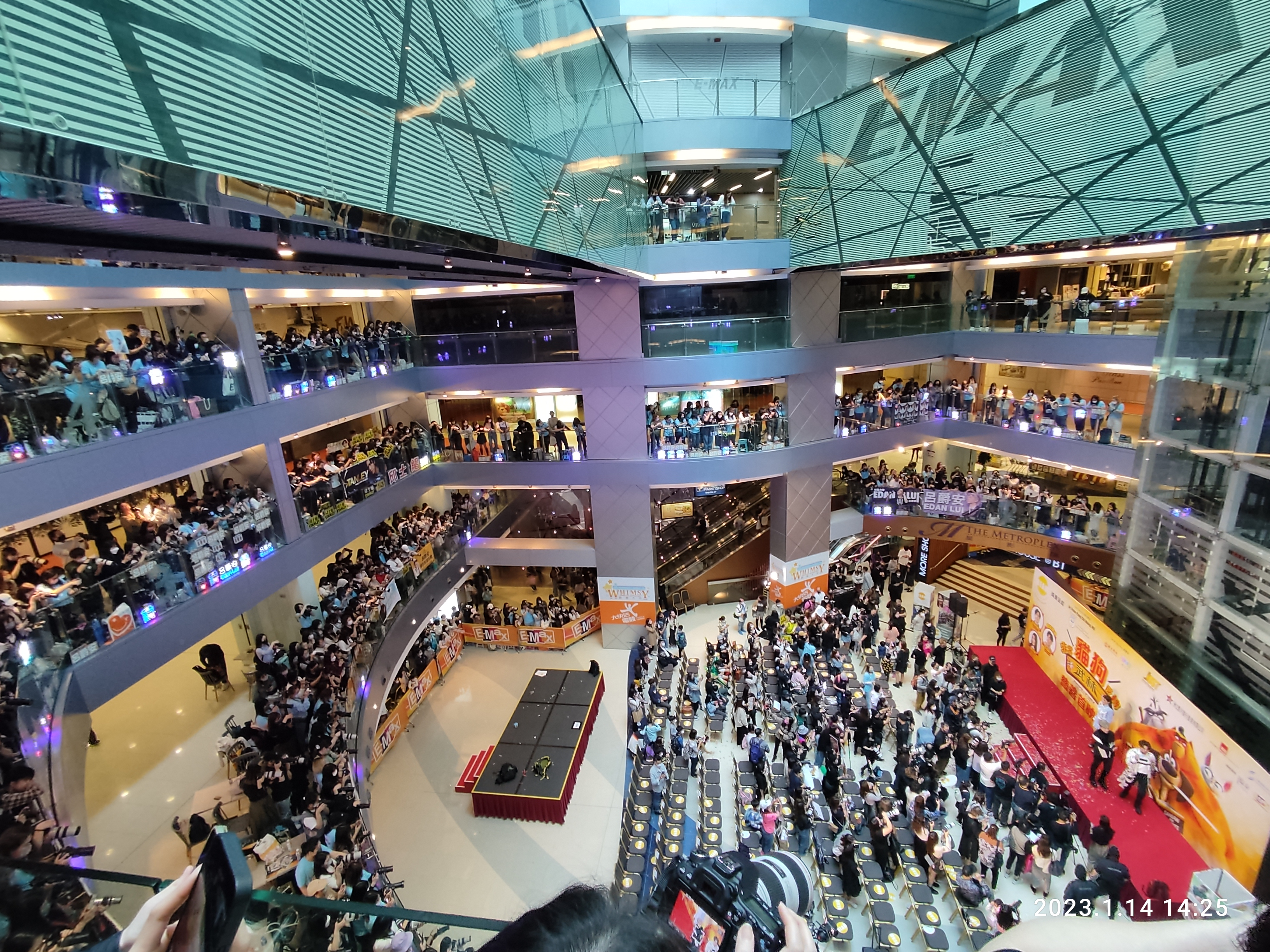
Emax中庭

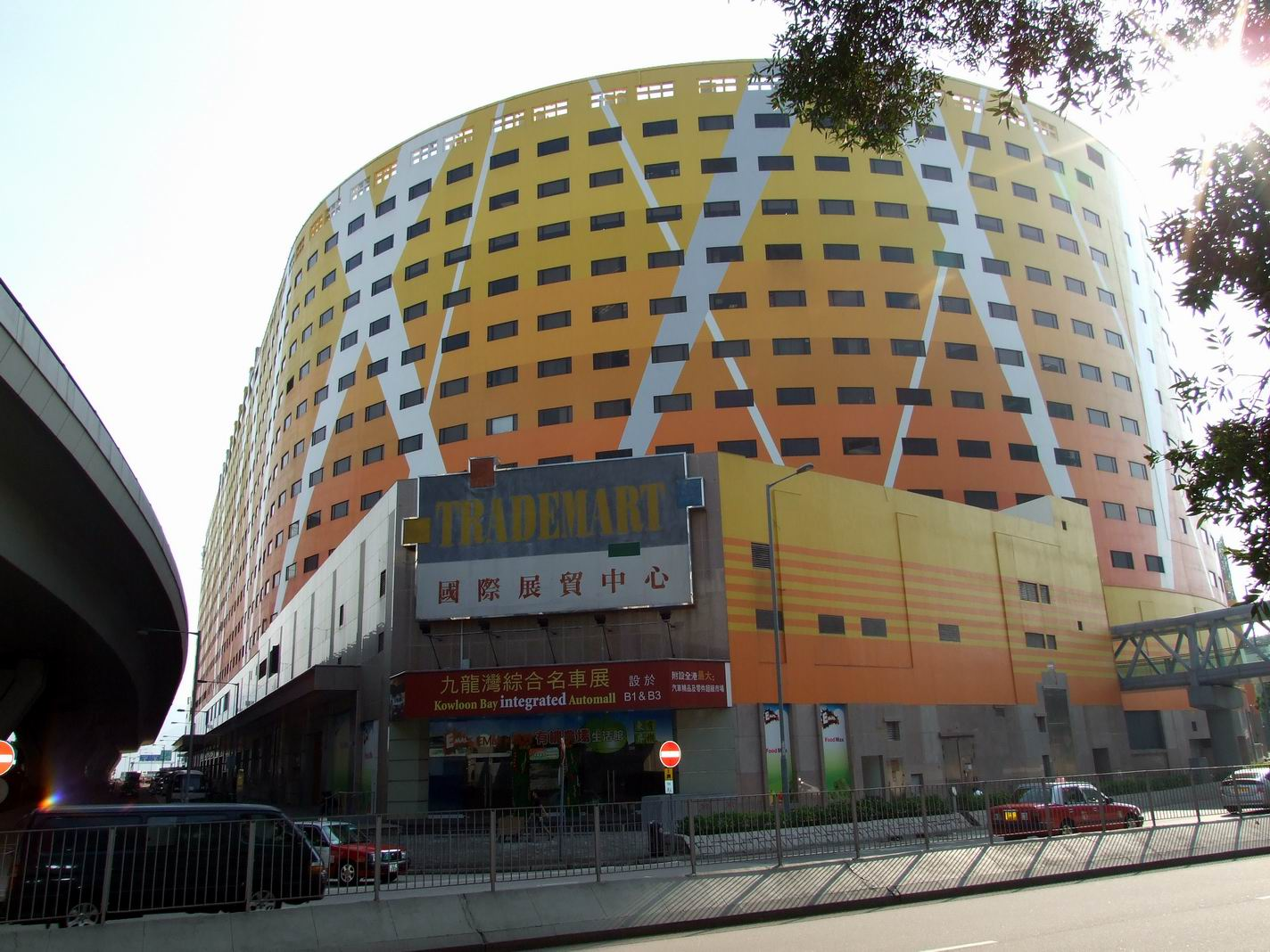
九龍灣國際展貿中心外貌

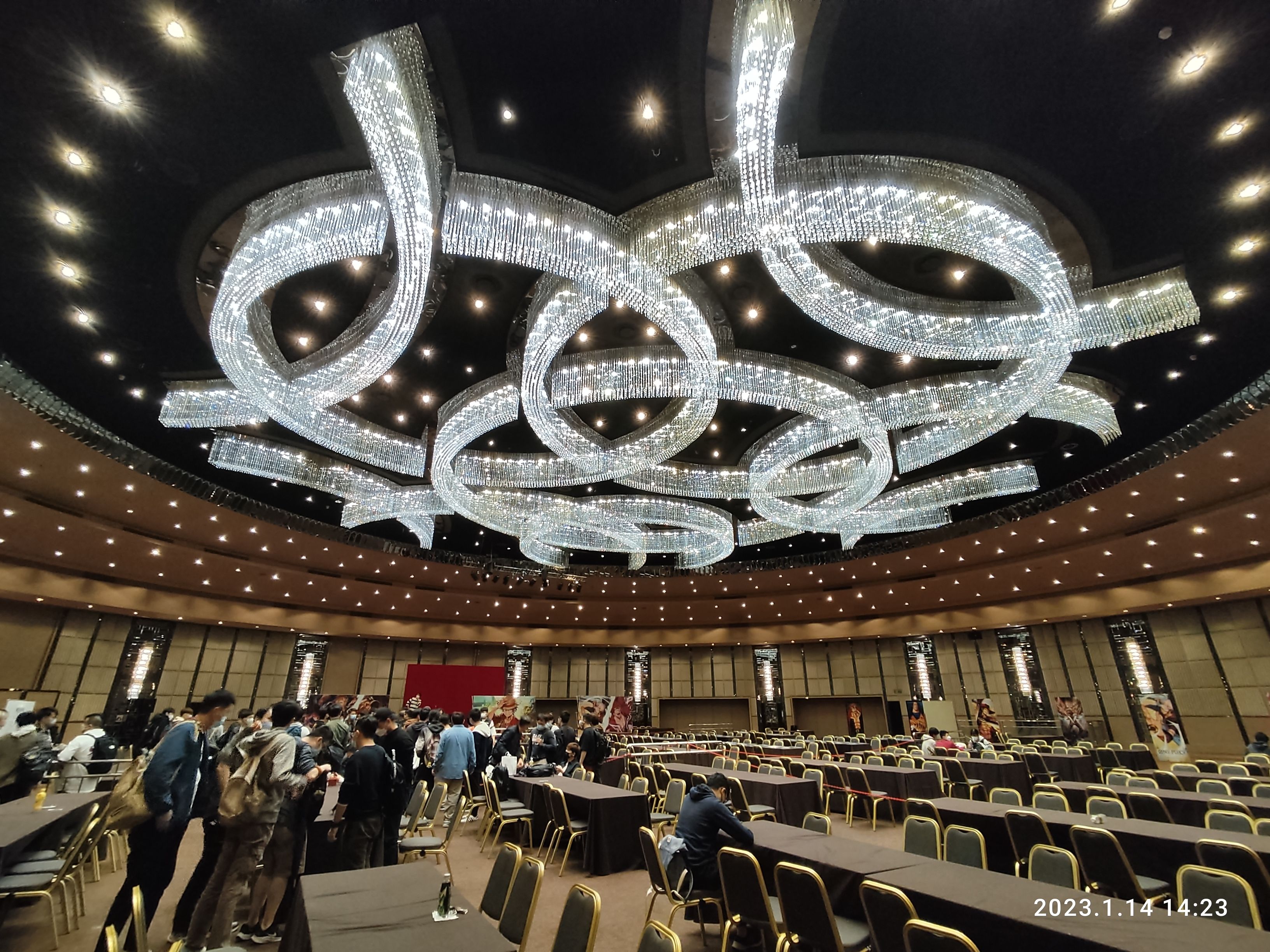
星匯廳

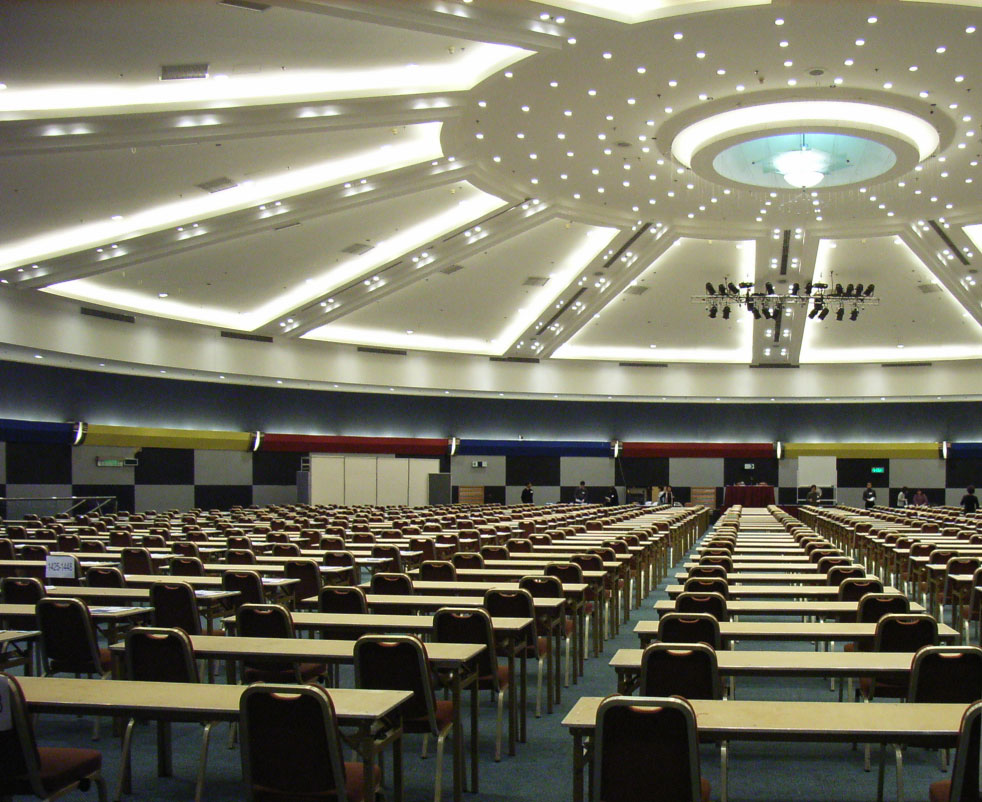
2005年12月 香港國際展貿中心的會議廳內部

## 歷史
1987年11月環球股災後，合和實業與長江實業以4.7億港元聯手從拍賣場上奪得所處地皮，作為工業展覽館，雙方各佔一半權益。按可建樓面177萬方呎計，當時樓面呎價才365港元。到1991年1月初，合和以每股3.3港元發行超過1.6億股，以價值逾5.28億港元的股份購入長實手上的九展權益。九展最終由合和獨力完成發展，其後租戶以陳列辦公室和活動場地為主。
2000年中心地下開設九龍灣名車城，面積達24萬平方呎。2003年3月，信德集團旗下高級會所「大中華會」關閉。2003年11月，時代生活集團投資3000萬港元，與合和實業興建會所「君豪會」，佔地21萬呎，設施包括餐廳、泳池、球場和會議室等，租約為10年。君豪會於2004年1月開業。
到了2004年12月，國際展貿中心27萬呎樓面獲亞太展貿集團承租，租期為一年。租出的樓面包括國際展貿中心地下、2樓、4樓及6樓部分樓面，合共27萬平方呎；亞太展貿將重新包裝，以「香港‧中國商品城」為名，為內地廠商舉行商品展覽會，展期由2005年3月開始，為期一年。2005年，合和實業向政府補地價逾2億元，將部份樓面改作零售及寫字樓。
2006年7月合和實業計劃斥資4億港元，分2期將60萬平方呎的九展展覽場地轉型至商場及室內消閑娛樂場所。同年10月，將商場部份命名為EMax。EMax所涉及的層面，包括B3、B1、地下至6樓，共8層，樓面面積共90萬呎，工程將分兩期完成，預計由地下至6樓的主要部份於2007年中開幕，新建的多用途及娛樂展覽場館則於07年第三季落成。
EMax改建後，B1及B3約25萬呎樓面為名車城，3樓至9樓會「打通」部分面積成為中庭，地下至4樓則闢三個主題區域（娛樂潮流區、動感生活區及消閒飲食區），商場5、6樓約20萬呎樓面則為「家居博覽館」，8樓將會改建成為娛樂消閑用途，而7樓以上為寫字樓用途。倘招租情況理想，不排除考慮將7樓以上寫字樓改為商場。除了新設施外，EMax更會提升原有的會議展覽及宴會設施，並加建一座樓高4層、設有高低座、可容納3,500人的多用途娛樂及展覽館。
國際展貿中心在2007年翻新後，整體人流顯著上升。現時國際展貿中心主要大型寫字樓租客有Puma、SmarTone-Vodafone、林麥集團等。另一方面，為了加強寫字樓的保安系統，令租客出入更安心，國際展貿中心引入「八達通升降機智能系統」。
2011年初，易名為九龍灣國際展貿中心。
2013年7月，九龍灣國際展貿中心將場內保齡球場改建成提供9間戲院合共1,200個座位的戲院，設有3間貴賓影院，並提供專業餐飲及貴賓廳服務。戲院名為「星影匯」（The Metroplex），於2014年2月14日開幕。
2014年5月，位於商場5樓至6樓佔地20多萬平方呎的家居博覽館將於7月底租約期滿遷出，不再作零售商場；新租戶則為醫院管理局，作日後醫院後勤部隊使用。而12樓其中約5萬平方呎的半層樓面，獲政府產業署租用，呎租約21元。現時九展共有逾30萬平方呎樓面，由政府部門及公營機構使用。
2017年6月，九展中心寫字樓及零售部分之樓面面積，現分別為約750,000平方呎及760,000平方呎。政府仍為九展中心寫字樓的主要租戶，租用樓面面積約212,000平方呎，佔九展中心寫字樓之總樓面面積28%（於一個政府租戶部門在2017年第四季度前部分遷出後）。
2017年第四季度，合和實業與ViuTV簽訂一份九展中心新租約，租賃總面積約70,000平方呎。其中33,400平方呎為寫字樓空間，用於設立總部36,100平方呎為E-Max區域，用於在地下層成立一個影視製作工作室。
截至2018年9月30日，香港政府仍為九展中心寫字樓的主要租戶，租用樓面面積約271,000平方呎，佔九展中心寫字樓總樓面面積之36%，當中包括選舉事務處及勞工處。
2021年6月11日，億京發展合組的財團向合和提出，以105億元收購九展，平均每呎作價約5,900元。億京集團主席余卓兒接受媒體訪問時證實落實收購九展，計劃重建成地標甲級商廈，放棄改建成住宅項目，總投資額約200億元。目前未擬申請更改地積比率，即維持現有約177萬呎面積。交易完成後的2022年3月，億京夥拍資本策略向城規會申請重建九展為3幢甲級商廈及工業展覽館。2023年3月，有關重建獲城市規劃委員會通過。
2024年4月27日，億京發展宣佈九展將營運到2024年6月30日。其商場E-Max並會停止營運。

## 設施
九龍灣國際展貿中心附設多個會議及展覽場地，更設多間中西餐廳、商務中心及提供750個車位之停車場。

### 展貿廳
以圓形設計之多用途展貿廳位於3樓及6樓，每個展貿廳可容納1,000至1,600人，可舉行最多80個標準展位的展覽會或80至100席宴會。位於3樓的The Glass Pavilion更以全玻璃天幕設計。

### 會議中心
位於6樓，共設11個會議室，用以舉辦不同規模之展覽會、展銷會、會議及其他商務活動。

### E-Max
E-Max為九龍灣國際展貿中心的商業部分，除提供飲食、零售、休閒服務，還設有兩個重要的中小型規模的演出場地匯星（Star Hall）及Music Zone@E-MAX。

#### 匯星（Star Hall）
「匯星」（Star Hall）為本地罕有的娛樂及活動舉辦場地，佔地3萬平方呎，可容納3,600名觀眾，或筵開達160席。場地設計靈活實用，配合場館無柱式設計及高達50呎的樓底、先進的燈光及音響配套設備，適合舉辦各類本地及國際性活動。配合九展重建計劃，匯星在2024年6月23日舉行香港電台「第四十五屆十大中文金曲頒獎音樂會」，以及在2024年6月25日舉辦「I-1 世界泰拳大滙戰2024」後，於2024年6月30日正式閉館。

#### Music Zone@E-MAX
全港首個以Live House為概念的音樂表演場地，可容納400至600名觀衆，是本地及外地獨立音樂及小衆音樂類型表演的主要場地之一，於2012年7月28日正式啟用，揭幕演出為許志安「學愛」演唱會，12年來舉辦超過700場音樂會，配合九展重建計劃，Music Zone在2024年3月31日舉行「FAREWELL MUSICZONE」音樂會後，於2024年4月1日閉館。

### 寫字樓
位於6至13樓，辦公室面積由600平方呎至全層100,000平方呎不等。

## 地權問題
國際展貿中心的國際高爾夫遊艇會九龍灣會所在1997年11月開業，同一時間才向城市規劃委員會申請，把展貿中心14樓改變用途，結果1998年中獲批准。但公司一直沒有與地政總署接觸，地政總署主動和該公司聯絡，亦沒回應，該公司在3樓及13樓租用的部分單位，於1999年5月被發現亦未經批准就改作會所用途。
到了2001年6月，合和實業申請保留122,000多方呎的樓面作展貿用途，其餘樓面則改為綜合娛樂中心，當中有私人會所商場、寫字樓及酒樓食肆等場所。此外，還希望把原本為「其他指定用途，展貿、工業或貨倉用途的地皮」，改為商業用途。城規會通過將國際展貿中心改為綜合娛樂中心，令中心發展彈性大升，為日後發展商場EMax鋪路。

## 被徵作社區檢測中心
2020年8月末，政府推行「全民檢測」計劃，在141個地方設社區檢測中心。其中商場3樓的展覽廳「匯星Star Hall」也被用作檢測中心。有商戶表示從未收到商場方面通知，擔心會影響生意，也不滿政府及商場從未諮詢及通知商戶。而顧客表示商場是人流多的地方，加上該處也有辦公室，表示不會在檢測中心運作期間到訪該處，也認為該處並不適合作檢測中心。

## 公共交通
九龍灣國際展貿中心由於位置偏離九龍灣站，因此自開業以來發展商一直有提供免費穿梭巴士，全日往來中心及九龍灣站A出口。隨著中心關閉重建，該穿梭巴士並相繼終止服務。

## 外部連結
- 九龍灣國際展貿中心官方網址（页面存档备份，存于）
- EMAX（页面存档备份，存于）
- 翻新後的香港國際展貿中心外貌

22°19′26″N 114°12′13″E / 22.3238885°N 114.203725°E